# Pica-pau-dourado
O pica-pau-dourado (Piculus aurulentus) é um pica-pau florestal, encontrado no leste e sul do Brasil, bem como na Argentina e Paraguai. Tal ave mede cerca de 20 cm de comprimento, com dorso oliváceo, rêmiges barradas de castanho, cabeça com as laterais oliváceas, atravessadas por duas faixas amarelas horizontais e vértice vermelho. Também é conhecida pelo nome de pica-pau-doirado.